# Путятино (Волоколамский район)
Путятино — деревня в Волоколамском районе Московской области России. Входит в состав сельского поселения Кашинское. Население — 26 чел. (2010).

## География
Деревня Путятино расположена на северо-западе Московской области, в северной части Волоколамского района, рядом с автодорогой Р108 Суворово — Руза, примерно в 4 км к северу от города Волоколамска, с которым связана автобусным сообщением. Ближайшие населённые пункты — деревни Алферьево, Владычино и Кашино. Рядом с деревней протекает река Лама и берёт начало река Сенная (бассейн Иваньковского водохранилища).

## Население
| 1852 | 1859 | 1926 | 2002 | 2006 | 2010 |
| ---- | ---- | ---- | ---- | ---- | ---- |
| 199  | →199 | ↗224 | ↘34  | ↘17  | ↗26  |

## История
В «Списке населённых мест» 1862 года Путятино — владельческая деревня 2-го стана Волоколамского уезда Московской губернии на Старицко-Зубцовском тракте от города Волоколамска до села Ярополча, в 7 верстах от уездного города, при реке Ламе, с 24 дворами и 199 жителями (105 мужчин, 94 женщины).
По данным 1890 года входила в состав Яропольской волости Волоколамского уезда, число душ мужского пола составляло 96 человек.
В 1913 году — 45 дворов.
По материалам Всесоюзной переписи 1926 года — деревня Щёкинского сельсовета Яропольской волости Волоколамского уезда, проживало 224 жителя (97 мужчин, 127 женщин), насчитывалось 43 крестьянских хозяйства.
1927—1929 гг. — центр Путятинского сельсовета Яропольской волости Волоколамского уезда.
С 1929 года — населённый пункт в составе Волоколамского района Московского округа Московской области. Постановлением ЦИК и СНК от 23 июля 1930 года округа как административно-территориальные единицы были ликвидированы.
1929—1954 гг. — деревня Щёкинского сельсовета Волоколамского района.
1954—1963 гг. — деревня Кашинского сельсовета Волоколамского района.
1963—1965 гг. — деревня Кашинского сельсовета Волоколамского укрупнённого сельского района.
1965—1972 гг. — деревня Кашинского сельсовета Волоколамского района.
1972—1994 гг. — деревня Ченецкого сельсовета Волоколамского района.
В 1994 году Московской областной думой было утверждено положение о местном самоуправлении в Московской области, сельские советы как административно-территориальные единицы были преобразованы в сельские округа.
1994—2006 гг. — деревня Ченецкого сельского округа Волоколамского района.
С 2006 года — деревня сельского поселения Кашинское Волоколамского муниципального района Московской области.